# Feston (Zecke)

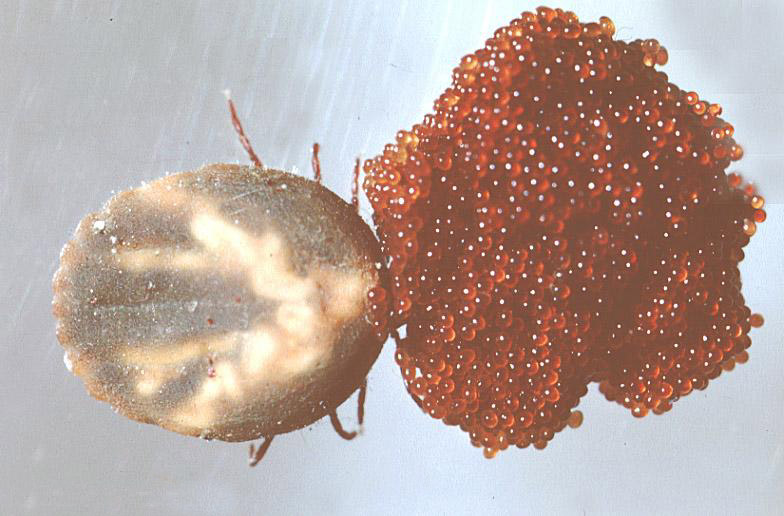
Weibchen von Rhipicephalus appendiculatus bei der Eiablage. Links im Bild sind die markanten Festons am Hinterrand der Zecke zu erkennen.

Als Festons (von französisch feston ‚Girlande‘, auch „Hinterrandläppchen“ genannt) bezeichnet man die girlandenartigen Einkerbungen am Hinterrand von Schildzecken. Sie können bei vollgesogenen Weibchen verstreichen und damit schwer zu erkennen sein. Das Vorhandensein und die Anzahl der Festons werden zur morphologischen Bestimmung von Gattungen und Arten herangezogen. Sie fehlen beispielsweise bei Vertretern der Gattungen Ixodes und Margaropus.